# EUBAM Rafah
L'EUBAM Rafah (Missió d'Assistència Fronterera de la Unió Europea al Pas Fronterer de Rafah) va ser, després de la Missió de la Policia de la Unió Europea per a la Franja de Gaza (EUPOL COPPS), la segona Missió de Gestió de Crisi Civil a la Palestina ocupada territori
La Missió va ser llançada el 24 de novembre de 2005 per supervisar les operacions al pas fronterer de Rafah entre la franja de Gaza i Egipte, després que Israel i l'Autoritat Nacional Palestina van celebrar un Acord sobre Moviment i Accés el 15 de novembre de 2005. Quan la missió va ser desplegat al pas fronterer de Rafah (RCP), que consistia en aproximadament 70 persones, inclòs un equip especial de seguretat.
El 13 de juny de 2007, després de la presa del poder de Hamàs a la franja de Gaza, el cap de la missió de l'EUBAM va declarar una suspensió temporal de les operacions al RCP. Durant els 19 mesos (finals de novembre de 2005 fins a juny de 2007), mentre que els monitors de la UE estaven presents a la terminal, un total de prop de 450.000 passatgers van utilitzar el pas abans d'aquesta data, amb una mitjana de prop de 1.500 persones al dia. Des de 2015, la Unió Europea té una política de cap contacte amb Hamàs.

## Fons polític
El pas Philadelphi és de vital importància per a l'economia de Gaza i la viabilitat de qualsevol futur Estat palestí independent, ja que és l'únic pas fronterer de Gaza amb un país diferent d'Israel. A més, després de la retirada de les Forces de Defensa d'Israel (IDF) de la Franja de Gaza i el posterior tancament del RCP, es va inhibir la inutilització de les relacions comercials amb el veí Egipte. Davant les preocupacions relacionades amb la seguretat israeliana de lliurar el control de la RCP a l'Autoritat Nacional Palestina (possible tràfic d'armes i retorn de dirigents extremistes exiliats i terroristes), l'objectiu declarat de la UEBAM Rafah és proporcionar una tercera part present al pas fronterer de Rafah (RCP) per tal de contribuir, en cooperació amb els esforços de construcció de les institucions de la Comissió Europea, a l'obertura del pas de Rafah i a fomentar la confiança entre el Govern d'Israel i l'Autoritat Palestina.
A més, l'objectiu polític més ampli és donar suport a la iniciativa de pau full de ruta mitjançant la creació de confiança i augmentar la capacitat palestina en tots els aspectes del control de fronteres. La gestió efectiva de les fronteres facilitarà el moviment de mercaderies i persones dins i fora de la Franja de Gaza, millorant així les condicions de vida dels palestins i potenciant les perspectives de viabilitat d'un Estat palestí, tot contribuint a la seguretat d'Israel.

## Organització
La UEBAM és una Missió civil i no armada, composta principalment de policia, policies de fronteres i oficials de duanes. Originalment es pretenia tenir la missió a la Franja de Gaza en un compost de construcció especial a RCP, amb la seu de la missió a la ciutat de Gaza. No obstant això, a causa de la seguretat, la seu actual es troba a Tel-Aviv, Israel, que es troba anteriorment a Ashkelon. La Missió també té una oficina al camp a la ciutat de Gaza.
El nombre de personal s'ha reduït considerablement. Malgrat la suspensió de les operacions al RCP al juny de 2007, la UEBAM ha mantingut la seva capacitat de reubicació al RCP. La missió conserva els seus coneixements en gestió fronterera i operacions duaneres i es presenta regularment per compartir la seva experiència amb altres agents implicats en la qüestió de fronteres i passos. La missió també està en contacte amb les parts de forma regular i en el nivell operatiu.

## Tasques
Les tasques de la UEBAM Rafah són:
1. Monitorar, verificar i avaluar de manera activa el rendiment del pas en relació amb la implementació dels Acords marc de seguretat i duaners celebrats entre les parts sobre el funcionament del terminal de Rafah;
2. Contribuir, a través de la tutoria, a construir la capacitat palestina en tots els aspectes de la gestió de fronteres a Rafah.
3. Contribuir a l'enllaç entre les autoritats palestines, israelianes i egípcies en tots els aspectes relatius a la gestió del pas de Rafah.

La UE considera mantenir el patrimoni de l'AMA i el paper important de tercers parts de la UE i estar à preparat per tornar a situar al pas fronterer si les condicions polítiques i de seguretat ho permeten. El RCP va ser inaugurat per Egipte el 28 de maig de 2011 i ha estat operant fora de l'àmbit de l'AMA des de llavors.

## Evolució des de 2007
El 13 de juny de 2007, després de la  presa del poder de Hamas a la Franja de Gaza el cap de la missió de la UE va declarar una suspensió temporal de les operacions al pas fronterer de Rafah (RCP).
A l'octubre de 2014, EUBAM Rafah va llançar el seu projecte de preparació a l'Autoritat Palestina per potenciar les seves capacitats per a una ràpida redistribució al pas fronterer de Rafah (RCP) i el seu potencial per a la futura operació del RCP. La Missió és limitada a partir de l'any 2015ó. El Consell de la Unió Europea ha expressat la disposició de reactivar la missió EUBAM Rafah, una vegada que les condicions polítiques i de seguretat ho permetin. This was reiterated in 2015. A partir de l'any 2015, cap de les parts de l'Acord de 2005 (l'Autoritat Palestina i Israel) ha sol·licitat formalment a la UE que reactivi i redistribueixi la UEBAM Rafah.
L'1 de juliol de 2015, la Sra. Natalina Cea va ser nomenada Cap de la missió EUBAM Rafah pel Comitè Polític i de Seguretat de la Unió Europea.